# Negro de anilina
Negro de anilina ou polianilina é o produto da polimerização obtida pela oxidação em meio ácido da anilina. caracteriza-se como um corante ou pigmento e foi obtido e descrito primeiramente em 1862, recebendo então o nome de negro de anilina.
Os primeiros estudos sobre a caracterização deste composto químico e seu processo de polimerização foram feitos em 1910 por Green e Woodhead, que estudaram tanto sua constituição como diversos modos de obtê-la, como por ação de bicromatos.
Apresenta grande estabilidade química e térmica e capacidade de atuar como resina trocadora de íons.
Este composto apresenta condutividade elétrica similar a de certos polímeros e baixa solubilidade.

## Estrutura
Como na síntese de negro de anilina resulta uma mistura de diversos corantes e pigmentos diferentes, não é possível a atribuição inequívoca de uma fórmula estrutural. Um exemplo de um dos compostos corantes obtido é mostrado abaixo: